# Dara O'Shea
Dara O'Shea (Dublín, 4 de marzo de 1999) es un futbolista irlandés que juega en la demarcación de defensa para el Ipswich Town F. C. de la EFL Championship de Inglaterra.

## Selección nacional
Tras jugar con la selección de fútbol sub-19 de Irlanda y la selección de fútbol sub-21 de Irlanda, finalmente hizo su debut con la selección absoluta el 14 de octubre de 2020 en un partido de la Liga de Naciones de la UEFA 2020-21 contra Finlandia que finalizó con un resultado de 1-0 a favor del combinado finlandés tras el gol de Fredrik Jensen.

## Clubes
| Club                       | País       | Año       | Partidos | Goles |
| -------------------------- | ---------- | --------- | -------- | ----- |
| Hereford F. C.             | Inglaterra | 2017-2018 | 4        | 0     |
| Exeter City F. C.          | Inglaterra | 2018-2019 | 32       | 0     |
| West Bromwich Albion F. C. | Inglaterra | 2019-2023 | 107      | 7     |
| Burnley F. C.              | Inglaterra | 2023-2024 | 39       | 5     |
| Ipswich Town F. C.         | Inglaterra | 2024-     | 37       | 0     |